# アイスクラピア (小惑星)
アイスクラピア (1027 Aesculapia) は小惑星帯に位置する小惑星。ベルギー出身の天文学者ジョージ・ファン・ビースブルックが、アメリカ合衆国のヤーキス天文台で発見した。
ギリシア神話に登場する名医、アスクレピオス（アスクレーピオス、Ἀσκληπιός ('Ασκληπιός), Asklepios）のラテン語アイスクラピウス (Aesculapius) から名付けられた。ちなみに、アスクレピウス (4581 Asclepius) という小惑星も存在する。